# Rodrigo Buenaventura Canino
Rodrigo Buenaventura Caní (Madrid, 1968) és un economista espanyol que ocupa el càrrec de president de la Comissió Nacional del Mercat de Valors des del 16 de desembre de 2020.
Es va llicenciar en Ciències Econòmiques i Empresarials per la Universitat Autònoma de Madrid en 1991. Entre 1993 i 2004 va exercir diverses posicions en la consultora espanyola Afi. En 2005 s'incorpora a la CNMV com a director de relacions internacionals. Entre 2007 i 2011 és director de mercats secundaris de la CNMV. Des de 2011 a 2017 ocupa el càrrec de director de mercats d'ESMA (European Securities and Markets Authority).
Va ser director general de Mercats de l'Organisme regulador des de 2017 fins al seu nomenament com a president de la CNMV.
Exerceix com a president de la Comissió Nacional del Mercat de Valors des del 16 de desembre de 2020, data en la qual també va ser nomenada vicepresident Montserrat Martínez Parera.